# Syreisotoper

Sent i en massiv stjärnas liv: ^{16}O koncentreras i O-skalet, ^{17}O i H-skalet och ^{18}O i He-skalet.

Syreisotoper är isotoper av grundämnet syre (O), det vill säga atomer och kärnor med 8 protoner och olika antal neutroner.

## Isotoper
Syre har 17 kända isotoper, varav 3 är stabila (16O, 17O och 18O).
Den mest långlivade radioisotopen är 15O med en halveringstid på 122,24 sekunder. Den mest kortlivade är 12O med en halveringstid på 1,14275 zeptosekunder.

### Stabila isotoper
Syre har tre naturligt förekommande isotoper: 16O, 17O och 18O. 16O är den mest förekommande (99,762 %). Det betydande relativa och absoluta överflödet av 16O förklaras av det faktum att det är en huvudprodukt av stjärnutveckling och en primär isotop, det vill säga att den kan framställas genom stjärnor som ursprungligen endast bestod av 2H. Det mesta 16O bildas genom nukleosyntes vid slutet av trippel-alfa-processen, då 12C bildas och fångar in en 4He-kärna, för att slutligen bilda 16O. Neonförbränning producerar också 16O.
17O och 18O är båda sekundära isotoper, det vill säga att deras nukleosyntes kräver en "startkärna". 17O bildas i första hand genom förbränning av väte till helium under CNO-cykeln, vilket gör den till en gemensam isotop i brinnande vätezoner i stjärnor. Det mesta 18O produceras när 14N (väsentliga mängder från CNO-förbränning) fångar in en 4He-kärna, vilket gör 18O vanligt i heliumrika zoner i stjärnor. Ungefär en miljard grader Celsius krävs för två syrekärnor att genomgå en kärnfusion för att bilda tyngre svavelkärna.
Mätningar av förhållandet mellan 18O till 16O används ofta för att tolka förändringar i paleoklimat. Isotopsammansättningen av syreatomer i jordens atmosfär är 99,759 % 16O, 0,037 % 17O och 0,204 % 18O. Eftersom vattenmolekyler som innehåller den lättare isotopen är något mer benägna att avdunsta och falla som nederbörd, innehåller färskt vatten och polarisen på jorden något mindre (0,1981 %) av den tunga isotopen 18O än luft (0,204 %) eller havsvatten (0,1995 %). Denna skillnad tillåter analys av temperaturmönster via historiska iskärnor.
En atommassenhet baserades ursprungligen på syre, med 16 atommassenheter, innan den omdefinierades till att baseras på 12C. Medan fysiker enbart refererade till 16O, medan kemisterna avsåg den naturliga isotopblandningen, ledde detta till något olika masskalor mellan de båda disciplinerna.

### Radioisotoper
14 radioisotoper är kända, den mest stabila är 15O med en halveringstid av 122,24 sekunder och 14O med en halveringstid på 70,598 sekunder. Alla de återstående radioisotoperna har halveringstider lägre än 27 sekunder och majoriteten av dessa har halveringstider lägre än 83 millisekunder (ms). Exempelvis, 24O har en halveringstid på 61 ms. Den vanligaste sönderfallstypen för isotoper lättare än de stabila isotoperna är β+-sönderfall (till kväve) och den vanligaste sönderfallstypen för tyngre isotoper är β−-sönderfall (till fluor).
Isotoper med högre masstal än 24 (25O, 26O, 27O och 28O) ligger utanför neutrondropplinjen [källa behövs] och är särskilt instabila, sönderfallande genom neutronemission till isotopen med en neutron mindre, med en halveringstid på några tiotals nanosekunder.

#### Syre-13
13O är en syreisotop vars kärna består av 8 protoner och 5 neutroner. Den har ett spinn på 3/2− och en halveringstid på 8,58 ms. Dess atommassa är 13,0248 Da. Den sönderfaller till 13N genom elektroninfångning, och har en sönderfallsenergi på 17,765 MeV. Dess modernuklid är 14F.

#### Syre-15
15O är en syreisotop vars kärna består av 8 protoner och 7 neutroner. Den används ofta i positronemissionstomografi eller PET-avbildning. Den totala atommassan är 15,0030654 amu. Den har en halveringstid på 122,24 sekunder. 15O syntetiseras genom deuteronbombardemang av 14N med hjälp av en cyklotron.

## Historia
De första försöken att isotopseparera 16O och 18O går tillbaka till 1935 när Harold Urey försökte separera de olika isotoperna med hjälp av vatten med en destillationskolonn med roterande band.
Bland de första användningsområdena för dessa isotoper var studie av mekanismerna i organisk kemi, särskilt mekanismerna för förestring och hydrolys.

## Tabell
| Nuklid                        | Z | N  | Massa (u)          | Halveringstid     | ST (%)           | SE (MeV) | SP     | Spinn          | Förekomst (%) |
| ----------------------------- | - | -- | ------------------ | ----------------- | ---------------- | -------- | ------ | -------------- | ------------- |
| 12O                           | 8 | 4  | 12,034405(20)      | 1,14275 × 10−21 s | 2p (60 %)        | 0,19     | 10C    | 0+             |               |
| 12O                           | 8 | 4  | 12,034405(20)      | 1,14275 × 10−21 s | p (40 %)         | 0,19     | 11N    | 0+             |               |
| 13O                           | 8 | 5  | 13,024812(10)      | 8,58 ms           | β+ (89,1 %)      | 17,765   | 13N    | (3⁄2−)         |               |
| 13O                           | 8 | 5  | 13,024812(10)      | 8,58 ms           | β+ p (10,9 %)    | 17,765   | 12C    | (3⁄2−)         |               |
| 14O                           | 8 | 6  | 14,00859625(12)    | 70,598 s          | β+               | 5,143    | 14N    | 0+             |               |
| 15O                           | 8 | 7  | 15,0030656(5)      | 122,24 s          | β+               | 2,754    | 15N    | ½−             |               |
| 16O                           | 8 | 8  | 15,99491461956(16) | Stabil            | Stabil           | Stabil   | Stabil | 0+             | 99,762        |
| 17O                           | 8 | 9  | 16,99913170(12)    | Stabil            | Stabil           | Stabil   | Stabil | 5⁄2+           | 0,038         |
| 18O                           | 8 | 10 | 17,9991610(7)      | Stabil            | Stabil           | Stabil   | Stabil | 0+             | 0,2           |
| 19O                           | 8 | 11 | 19,003580(3)       | 26,464 s          | β−               | 4,821    | 19F    | 5⁄2+           |               |
| 20O                           | 8 | 12 | 20,0040767(12)     | 13,51 s           | β−               | 4,821    | 20F    | 0+             |               |
| 21O                           | 8 | 13 | 21,008656(13)      | 3,42 s            | β−               | 8,109    | 21F    | (½, 3⁄2, 5⁄2)+ |               |
| 22O                           | 8 | 14 | 22,00997(6)        | 2,25 s            | β− (78 %)        | 6,49     | 22F    | 0+             |               |
| 22O                           | 8 | 14 | 22,00997(6)        | 2,25 s            | β− + n (22 %)    | 6,49     | 21F    | 0+             |               |
| 23O                           | 8 | 15 | 23,01569(13)       | 82 ms             | β− + n (57,99 %) | 3,75     | 22F    | ½+#            |               |
| 23O                           | 8 | 15 | 23,01569(13)       | 82 ms             | β− (42 %)        | 11,29    | 23F    | ½+#            |               |
| 24O                           | 8 | 16 | 24,02047(25)       | 65 ms             | β− + n (57,99 %) | 7,6      | 23F    | 0+             |               |
| 24O                           | 8 | 16 | 24,02047(25)       | 65 ms             | β− (42,01 %)     | 11,4     | 24F    | 0+             |               |
| 25O                           | 8 | 17 |                    | 5,2 × 10−8 s      | n                |          | 24O    | 3⁄2+           |               |
| 26O                           | 8 | 18 |                    | 4 × 10−8 s        | β−               |          | 26F    | 0+             |               |
| 26O                           | 8 | 18 | n                  | 4 × 10−8 s        |                  | 25O      |        | 0+             |               |
| Denna tabell: visa • redigera |   |    |                    |                   |                  |          |        |                |               |

Anmärkningar
- Stabila isotoper anges i fetstil.
- Värden markerade med # härrör inte enbart från experimentella data, men åtminstone delvis från systematiska trender.
- Osäkerheter anges i kort form i parentes efter värdet. Osäkerhetsvärden anger en standardavvikelse, utom isotopsammansättningen och standardatommassa från IUPAC, som använder expanderade osäkerhet.
- Nuklidmassor är givna av IUPAP Commission on Symbols, Units, Nomenclature, Atomic Masses and Fundamental Constants (SUNAMCO).
- Isotopförekomster är givna av IUPAC Commission on Isotopic Abundances and Atomic Weights.
- Isotoper med 27–28 kärnpartiklar är mycket kortlivade och tas ej med i tabellen.